# Madonna of Avenue A
Madonna of Avenue A is een Amerikaanse dramafilm uit film in 1929 onder regie van Michael Curtiz. De film wordt als verloren beschouwd.

## Verhaal
Maria Morton zit op een kostschool en weet niet dat haar moeder gastvrouw is in een nachtclub. Op een dag ontmoet ze Slim Shayne, die Maria weet over te halen om de avond door te brengen op zijn boot. Slim blijkt echter een smokkelaar te zijn en Maria ontsnapt zodra ze weet dat hij wordt gezocht door ambtenaren van de belastingdienst. Nadat het verhaal aan het licht komt, wordt ze van school gestuurd. Als Maria vervolgens over de Avenue A in New York loopt, ontdekt ze tot haar ontzetting hoe haar moeder de kost verdient.

## Rolverdeling
| Acteur           | Personage      |
| ---------------- | -------------- |
| Dolores Costello | Maria Morton   |
| Grant Withers    | Slim Shayne    |
| Douglas Gerrard  | Arch Duke      |
| Louise Dresser   | Georgia Morton |
| Otto Hoffman     | Monk           |
| Lee Moran        | Gus            |